# Kwintus Eliusz Tuberon
Kwintus Eliusz Tuberon, łac. Quintus Aelius Tubero (I w. p.n.e.) – rzymski polityk, prawnik i pisarz, autor pracy dotyczącej dziejów Rzymu, zaliczany do annalistów młodszych.
Wszechstronnie wykształcony, podobnie jak jego ojciec, przyjaźnił się z Cyceronem i Warronem. Walczył w bitwie pod Farsalos po stronie Pompejusza, po czym zdał się na łaskę Cezara. W 46 roku p.n.e. wystąpił jako oskarżyciel Ligariusza, którego bronił Cyceron. Niepowodzenie w tym procesie miało skłonić Tuberona do porzucenia działalności publicznej i zajęcia się pisarstwem prawniczym oraz historiografią.

## Życiorys
Był synem Lucjusza Eliusza Tuberona i podobnie jako on zyskał wszechstronne wykształcenie oraz przyjaźń Cycerona, jak również Warrona. W 49 roku p.n.e. towarzyszył ojcu w podróży do prowincji Afryka, gdzie Lucjusz miał objąć namiestnictwo. Nie udało się to wskutek oporu Kwintusa Ligariusza, dowodzącego na wybrzeżu (w imieniu samozwańczego namiestnika Publiusza Attiusza Warusa), który nie pozwolił im na przybicie do brzegu, ani nawet na pobranie wody czy zejście na ląd choremu Kwintusowi. Tuberonowie udali się wówczas do armii Pompejusza. Walczyli w bitwie pod Farsalos, w której szczególnym męstwem miał się wyróżnić Kwintus. Jednak po zwycięstwie Cezara w tym starciu, obaj zdali się na jego łaskę. 
W 46 roku p.n.e. Kwintus wziął udział w procesie Ligariusza, występując jako oskarżyciel. Sądowi przewodniczył Cezar, a jednym z obrońców podsądnego był Cyceron. Tuberon zapewne wystąpił z pobudek osobistych, pragnąc zemsty. Zarzucał Ligariuszowi zdradę stanu, która miała polegać na walce u boku nieprzyjaciela republiki Juby I, króla Numidii. Proces zakończył się jednak uniewinnieniem oskarżonego.
Mowa Tuberona, w przeciwieństwie do wystąpienia Cycerona, zachowała się tylko we fragmentach (przytoczonych przez Kwintyliana), przez co cała sprawa budziła wiele niejasności wśród historyków, tym bardziej że niedługo przed wniesieniem oskarżenia, Cezar okazywał gotowość do pozytywnego rozpatrzenia próśb Ligariusza o ułaskawienie. Najprawdopodobniej dla dyktatora proces stanowił doskonały sposób pokazania wspaniałomyślności wobec dawnych pompejańczyków (stąd jego wyrok był z góry przesądzony) i być może był znakiem gotowości do porozumienia z tymi spośród nich, którzy wciąż chcieli walczyć i gromadzili armię w Hiszpanii. Wykorzystał do tego prywatne pobudki Tuberona i jego inicjatywę, co uchodzi za bardziej prawdopodobne niż to, by sam zainspirował oskarżyciela do wystąpienia. Przemowa Kwintusa bywała określana przez badaczy jako dużo słabsza niż Cycerona, co niekoniecznie można uznać za zgodne z jej rzeczywistym kształtem – zapewne starał się wykazać w niej różnice między postępowaniem Ligariusza a swoim i swego ojca, zarówno przy próbie objęcia namiestnictwa w Afryce, jak i po bitwie pod Farsalos. Cyceron jako obrońca wskazywał zaś między innymi na to, że Tuberonowie postępują niemoralnie, bowiem sami skorzystali z amnestii Cezara, a chcą uniemożliwić to oskarżonemu. Ze względu na więzy przyjaźni nie atakował ich jednak w ostry sposób, a nawet przedstawiał w jak najlepszym świetle.
Podobno niepowodzenie w tym procesie zniechęciło Kwintusa do działalności publicznej i dlatego zajął się studiami prawniczymi oraz najprawdopodobniej dziejopisarstwem. Poślubił córkę Serwiusza Sulpicjusza Rufusa, miał dwóch synów (jednym z nich był Sekstus Eliusz Katus), którzy piastowali urząd konsula, odpowiednio w 11 roku p.n.e. i 4 roku n.e.

## Twórczość pisarska
Kwintusa Eliusza Tuberona zalicza się do grupy annalistów młodszych, uznając go za autora pracy poświęconej dziejom Rzymu od czasów najdawniejszych po sobie współczesne, liczącej co najmniej czternaście ksiąg. Prawdopodobnie napisał ją w latach 40. i 30., najwięcej miejsca poświęcając wydarzeniom sobie najbliższym. Zachowało się z niego nieco urywków – z księgi I informacje o koniu trojańskim jako machinie wojennej, Romulusie i Remusie oraz reformach Serwiusza Tuliusza, z IX wiadomości o I wojnie punickiej i losach Regulusa (walce z wielkim wężem nad rzeką Bagradą i torturach zadanych mu przez Kartagińczyków). Na to, że w opracowaniu dziejów Rzymu dotarł do czasów sobie współczesnych wskazuje informacja, którą przytoczył powołując się na niego Swetoniusz, o tym, że Cezar do momentu wybuchu wojny domowej wymieniał w swym testamencie Pompejusza jako spadkobiercę. 
Podstawą pracy Tuberona były dzieła Waleriusza Antiasa i Licyniusza Macera, aczkolwiek miał sięgać też pod dawniejsze zapiski, tzw. „lniane księgi”, być może idąc w ślady Macera i pragnąc zweryfikować jego informacje. Zapewne nie stronił od materiału anegdotycznego, ponadto być może posługiwał się stylem archaicznym. Jego praca cieszyła się sporym zainteresowaniem, przyjmuje się, choć opinia ta jest przedmiotem sporów naukowych, że korzystali z niej Dionizjusz oraz Tytus Liwiusz. Oprócz nich i Swetoniusza cytowali ją liczni gramatycy – Gelliusz, Serwiusz, Charyzjusz, Noniusz i Donat. Zachowane fragmenty zostały wydane drukiem w Historicorum Romanorum reliquiae Hermanna Petera. 
W dziedzinie prawa zasłynął z orientacji zarówno w zakresie prawa publicznego, jak i prywatnego. Napisał pracę dotyczącą senatu, z tytułu znane jest z kolei dzieło o obowiązkach sędziów (Super officio iudici wspominane przez Gelliusza), odwołania do jego dorobku trafiły także do Digestów. Według Sekstusa Pomponiusza pisał stylem archaizującym, przez co był mało poczytny. Zdaniem niektórych badaczy zajmował się tylko prawem, zaś fragmenty dzieła historycznego należy wiązać z jego ojcem.
Przypisywano mu także autorstwo dzieła astronomicznego, ponieważ takie pod jego imieniem i nazwiskiem przywołuje Pliniusz Starszy, lecz raczej w Historii naturalnej chodziło o pracę innej osoby, aktywnej w czasach Grakchów.